# 列皮謝
50°54′9″N 29°4′26″E / 50.90250°N 29.07389°E
列皮謝（烏克蘭語：Репище），是烏克蘭北部的村莊，隸屬日托米爾州的科羅斯滕區。該村面積0.46平方公里，海拔高度175米，2001年人口69，人口密度每平方公里150人。